# Disposição
Em psicologia,  disposição designa a tendência, relativamente estável no tempo, que uma pessoa apresenta de se comportar de determinada maneira em determinadas situações. Uma disposição se diferencia, no entanto, do simples comportamento: este se modifica constantemente e é imediatamente observável, enquanto aquela é uma característica ou traço de personalidade que se infere a partir da observação da regularidade de determinado comportamento de uma pessoa. O conceito de disposição é, assim, central para a psicologia da personalidade.
Asendorpf (2004) amplia esse conceito de "disposição comportamental" e apresenta, baseado na heterogênea literatura da psicologia da personalidade, uma classificação das disposições:
- Disposições de comportamento (em sentido amplo) (ex. temperamento);
- Disposições ligadas à ação - referem-se a comportamentos que são realizados de maneira voluntária, deliberada ou intencional;
- Disposições de valoração ou juízo - referem-se à tendência de a pessoa julgar determinadas ações, objetos, objetivos, pensamentos de determinada maneira em determinadas situações;
- Disposições voltadas à própria pessoa (a si-mesmo) - refere-se à tendência de a pessoa ver e julgar a si mesma em determinadas situações.

Esses diferentes tipos de disposições são tratadas com maior detalhe no artigo personalidade.

## Em sociologia
Em sociologia, as disposições são estruturas cognitivas dos indivíduos que orientam ou mesmo determinam suas ações em um determinado contexto.

## Em filosofia
Em filosofia, o termo disposição pode ser entendido como tendência, propensão, capacidade e assim por diante. Em Aristóteles, corresponde aproximadamente ao conceito de  dunamis.  Segundo a filosofia analítica,  as disposições   têm um importante papel no entendimento das leis da natureza. Disposicionalismo é a ideia de que as  disposições dos objetos (por exemplo, a disposição de um copo de vidro se quebrar, se cair no chão) constituem um conjunto de propriedades específicas e ontologicamente importantes dos objetos (tanto os universais  como os tropos).